# Castleisland
Castleisland (irl. Oileán Chiarraí) – miasto w hrabstwie Kerry w Irlandii. W 2016 roku zamieszkane przez 2486 osób.